# لونگ-پوئنت-دو-منگان، کبک
لونگ-پوئنت-دو-منگان (به فرانسوی: Longue-Pointe-de-Mingan) شهری در منطقه شهری منگانی ناحیه کوت-نور در استان کبک کانادا است. در سرشماری سال ۲۰۱۱ این شهر ۵۰۱ نفر جمعیت داشته‌است و مساحت آن ۴۱۷٫۶ کیلومتر مربع است.